# Protaphreutis borboniella
Protaphreutis borboniella is een vlinder uit de familie echte motten (Tineidae). De wetenschappelijke naam van deze soort is voor het eerst geldig gepubliceerd in 1833 door Boisduval.
De soort komt voor in tropisch Afrika.